# Young Lions
Young Lions is een voetbalclub uit Singapore. De club werd opgericht in 2002. De thuiswedstrijden worden in het Jalan Besar Stadiumm gespeeld, dat plaats biedt aan 6.000 toeschouwers. De clubkleuren zijn rood-wit. De club is het officiële -23 team van het land Singapore. In het team spelen ook alleen maar spelers onder 23 jaar. Ook nemen ze talentvolle spelers uit het buitenland aan als deze op den duur hun nationaliteit veranderen naar de Singaporese nationaliteit.